# Nemanja Petrović
Nemanja Petrović (in serbo Немања Петровић?; Valjevo, 17 aprile 1992) è un calciatore serbo, difensore del TSC Bačka Topola.

## Caratteristiche tecniche
Gioca come terzino sinistro.

## Carriera

### Club
Cresciuto nel Partizan Belgrado, ha giocato per 3 anni in prestito alla squadra satellite del Teleoptik, venendo schierato con regolarità sulla corsia mancina.
Per l'annata 2013-2014 ha fatto ritorno al Partizan esordendo il 22 agosto in un match di qualificazione per l'Europa League contro il Thun vinto per 1-0.
Va in rete per la prima volta con la nuova maglia il 20 ottobre, segnando il gol del 2-0 nella vittoria esterna contro il Jagodina (3-0).

### Nazionale
Ha debuttato con la nazionale Under-21 serba nel 2013 sotto la guida di Radovan Ćurčić.
Nel 2023 ha esordito nella nazionale maggiore serba.

## Statistiche

### Cronologia presenze e reti in nazionale
| Cronologia completa delle presenze e delle reti in nazionale ― Serbia | Cronologia completa delle presenze e delle reti in nazionale ― Serbia | Cronologia completa delle presenze e delle reti in nazionale ― Serbia | Cronologia completa delle presenze e delle reti in nazionale ― Serbia | Cronologia completa delle presenze e delle reti in nazionale ― Serbia | Cronologia completa delle presenze e delle reti in nazionale ― Serbia | Cronologia completa delle presenze e delle reti in nazionale ― Serbia | Cronologia completa delle presenze e delle reti in nazionale ― Serbia |
| Data                                                                  | Città                                                                 | In casa                                                               | Risultato                                                             | Ospiti                                                                | Competizione                                                          | Reti                                                                  | Note                                                                  |
| --------------------------------------------------------------------- | --------------------------------------------------------------------- | --------------------------------------------------------------------- | --------------------------------------------------------------------- | --------------------------------------------------------------------- | --------------------------------------------------------------------- | --------------------------------------------------------------------- | --------------------------------------------------------------------- |
| 26-1-2023                                                             | Los Angeles                                                           | Stati Uniti                                                           | 1 – 2                                                                 | Serbia                                                                | Amichevole                                                            | -                                                                     | 85’                                                                   |
| Totale                                                                |                                                                       | Presenze                                                              | 1                                                                     |                                                                       | Reti                                                                  | 0                                                                     |                                                                       |

## Palmarès

### Club

#### Competizioni nazionali
- Campionato serbo: 1

Partizan: 2014-2015